# Акорей
Акорей — древнегреческий астроном, входивший вместе с Созигеном Александрийским в группу советников Юлия Цезаря, которая разрабатывала проект реформы календаря на основе египетского солнечного календаря. Новый календарь был введён Юлием Цезарем с 1 января 45 года до н. э. на замену старого римского календаря.
Трудов самого Акорея не сохранилось, сведения о нём содержатся в сочинениях римского поэта Марка Аннея Лукана.